# Rio Branco (Roraima)
Rio Branco – rzeka w północnej Brazylii o długości 775 km. 
Źródła rzeki znajdują się w górach Pacaraima, natomiast uchodzi ona do rzeki Rio Negro. 
W środkowym oraz dolnym biegu rzeka jest wykorzystywana do żeglugi.
Główne dopływy rzeki to: 
- Cotinga,
- Catrimani,
- Mucajai.

Większe miasta nad rzeką: 
- Boa Vista,
- Caracaraí,
- Catrimani.